# Probithia frenata
Probithia frenata är en fjärilsart som beskrevs av Felder och Alois Friedrich Rogenhofer 1875. Probithia frenata ingår i släktet Probithia och familjen mätare. Inga underarter finns listade i Catalogue of Life.